# Champvans (Haute-Saône)
Champvans ist eine Gemeinde im französischen Département Haute-Saône in der Region Bourgogne-Franche-Comté.

## Geographie
Champvans liegt auf einer Höhe von 199 m über dem Meeresspiegel, sechs Kilometer südlich von Gray und etwa 38 Kilometer westnordwestlich der Stadt Besançon (Luftlinie). Das Dorf erstreckt sich im Südwesten des Départements, am Rand der Ebene von Gray in der Talniederung der Tenise am Westrand der Forêt des Hauts Bois.
Die Fläche des 7,15 km² großen Gemeindegebiets umfasst einen Abschnitt der leicht gewellten Landschaft zwischen den Talebenen von Saône im Norden und Ognon im Süden. Von Süden nach Norden wird das Gebiet von der Talniederung der Tenise durchquert, welche für die Entwässerung zur Saône sorgt. Flankiert wird das Tal auf beiden Seiten von einem Plateau, das durchschnittlich auf 210 m liegt. Es wird durch die Tälchen verschiedener kurzer Seitenbäche der Tenise untergliedert. Das Plateau ist aus Sedimenten des Tertiärs und der oberen Jurazeit aufgebaut und wird teils landwirtschaftlich genutzt, teils ist es von Wald bestanden. Nach Osten erstreckt sich das Gemeindeareal in die Waldung der Forêt des Hauts Bois. Mit 246 m wird hier die höchste Erhebung von Champvans erreicht.
Nachbargemeinden von Champvans sind Gray im Norden, Noiron im Osten, Le Tremblois im Süden sowie Apremont und Esmoulins im Westen.

## Geschichte
Erstmals urkundlich erwähnt wird Champvans im Jahr 1225. Im Mittelalter gehörte das Dorf zur Freigrafschaft Burgund und darin zum Gebiet des Bailliage d’Amont. Die lokale Herrschaft hatte zunächst die Familie Vergy, ab 1450 die Familie Vaudrey inne. 1595 wurde ein Großteil der Ortschaft von Truppen des Marschalls Charles de Gontaut zerstört. Zusammen mit der Franche-Comté gelangte Champvans mit dem Frieden von Nimwegen 1678 definitiv an Frankreich. Mit der Einweihung der Bahnlinie von Marnay nach Gray wurde das Dorf 1910 an das französische Eisenbahnnetz angeschlossen. Der Betrieb der Linie wurde jedoch wieder eingestellt. Heute ist Champvans Mitglied des 16 Ortschaften umfassenden Gemeindeverbandes Communauté de communes du Val de Gray.

## Sehenswürdigkeiten
Die Kirche Saint-Pierre-et-Paul wurde im 18. Jahrhundert erbaut und besitzt eine reiche Ausstattung aus dieser Zeit. 
In einem großen Park steht das Schloss, das ursprünglich aus dem 17. Jahrhundert stammt, später jedoch mehrfach umgestaltet wurde.

## Bevölkerung
| Jahr                       | 1962 | 1968 | 1975 | 1982 | 1990 | 1999 |
| Einwohner                  | 221  | 210  | 219  | 206  | 239  | 217  |
| Quellen: Cassini und INSEE |      |      |      |      |      |      |

Mit 217 Einwohnern (2006) gehört Champvans zu den kleinen Gemeinden des Département Haute-Saône. Nachdem die Einwohnerzahl in der ersten Hälfte des 20. Jahrhunderts abgenommen hatte (1891 wurden noch 281 Personen gezählt), wurden seit Beginn der 1960er Jahre nur noch geringe Schwankungen verzeichnet.

## Wirtschaft und Infrastruktur
Champvans war lange Zeit ein vorwiegend durch die Landwirtschaft (Ackerbau, Obstbau und Viehzucht) und die Forstwirtschaft geprägtes Dorf. Heute gibt es verschiedene Betriebe des lokalen Kleingewerbes. In den letzten Jahrzehnten hat sich das Dorf zu einer Wohngemeinde gewandelt. Viele Erwerbstätige sind deshalb Wegpendler, die in den größeren Ortschaften der Umgebung ihrer Arbeit nachgehen.
Die Ortschaft ist verkehrstechnisch gut erschlossen. Sie liegt an der Hauptstraße D475, die von Gray nach Dole führt. Weitere Straßenverbindungen bestehen mit Germigney, Apremont, Esmoulins und Noiron.